# استراتون (دورست)
استراتون (به انگلیسی: Stratton) یک روستا و محله مدنی در بریتانیا است که در West Dorset واقع شده‌است. استراتون ۵۹۲ نفر جمعیت دارد.